# Río Vardar
El río Vardar (en macedonio: Вардар; en griego: Αξιός, romanizado: Axiós; en latín: Axius) es un río de Europa meridional de la vertiente del mar Egeo, ubicado en los Balcanes. Nace en Vrutok, a algunos kilómetros al norte de Gostivar, en Macedonia del Norte y recorre un total de 388 km a través de este país y de Grecia hasta el golfo Termaico, cerca de Salónica. Atraviesa la ciudad de Skopie, y cruza el norte de Grecia para desembocar en el Egeo en Macedonia central, al oeste de Salónica. La parte griega del río tiene una longitud de 76 km.
Durante mucho tiempo su valle ha sido ruta comercial y de invasión, y sus aguas fueron desviadas en las décadas de 1950 y 1960 para regar la gran planicie de Macedonia, región compartida entre Macedonia del Norte (en aquel entonces parte de Yugoslavia) y Grecia.
Se extiende desde las montañas Ródope hasta el golfo Termaico. Servía de frontera entre Migdonia y Botiea. Las ciudades de Sindo y Calestra, en la Calcídica, se hallaban en sus orillas.
El río ha dado su nombre al vardháris o vardarec que es un viento que sopla a lo largo del valle del Vardar y que aporta un viento frío a la región de Tesalónica. El Vardar ha dado también su nombre al club de fútbol del FK Vardar, y en Salónica a la Fortaleza Vardar del complejo defensivo de la ciudad. Bajo su nombre griego, el Axios ha dado su nombre a la ciudad griega de Axioúpoli.
La hipótesis más aceptada sobre el origen de su nombre es que data de la ocupación persa de Macedonia. El antiguo persa, var-darya significa río abierto. El nombre Vardarios (Βαρδάριος) era a veces usado por los antiguos griegos del siglo III a. C. y fue ampliamente usado durante la época bizantina. Otra hipótesis, muy probable, es que proviene del persa Bar-Darya (río largo). Otra etimología deriva Vardar del idioma tracio, de PIE *sword(o)-wori-, "agua negra". Hay varias hipótesis exegéticas de raíces eslavas o turcas para el nombre, pero son altamente improbables, puesto que los eslavos llegaron a Macedonia 900 años después del primer uso registrado de la palabra, y los turcos aparecieron en la región otros 700 años después de Cristo.
En el verano de 2017, los gobiernos de Serbia y Grecia han presentado un proyecto de canal para unir el Danubio con el mar Egeo en Salónica. Han solicitado inversión china para este proyecto faraónico: 651 km y 17.000 millones de euros.